# Rothe House
Das Rothe House ist ein Wohn- und Geschäftshaus in der Stadt Kilkenny in Irland, das vom Tuchhändler John Rothe Fitzpiers im Tudorstil erbaut wurde. Der Komplex besteht aus drei hintereinander gelegenen Häusern aus Kalkstein mit drei Innenhöfen sowie einem Garten von einem halben Morgen, der im spätmittelalterlichen / Frührenaissance-Stil angelegt ist.
Das Gebäude ist als Museum (Rothe House Museum & Garden) der Öffentlichkeit zugänglich. Es kann in einem selbstgeführten Besuch erkundet werden; geführte Touren sind ab Gruppen von 10 Personen buchbar.

## Geschichte

### Normannische Besiedlung bis Tudorzeit

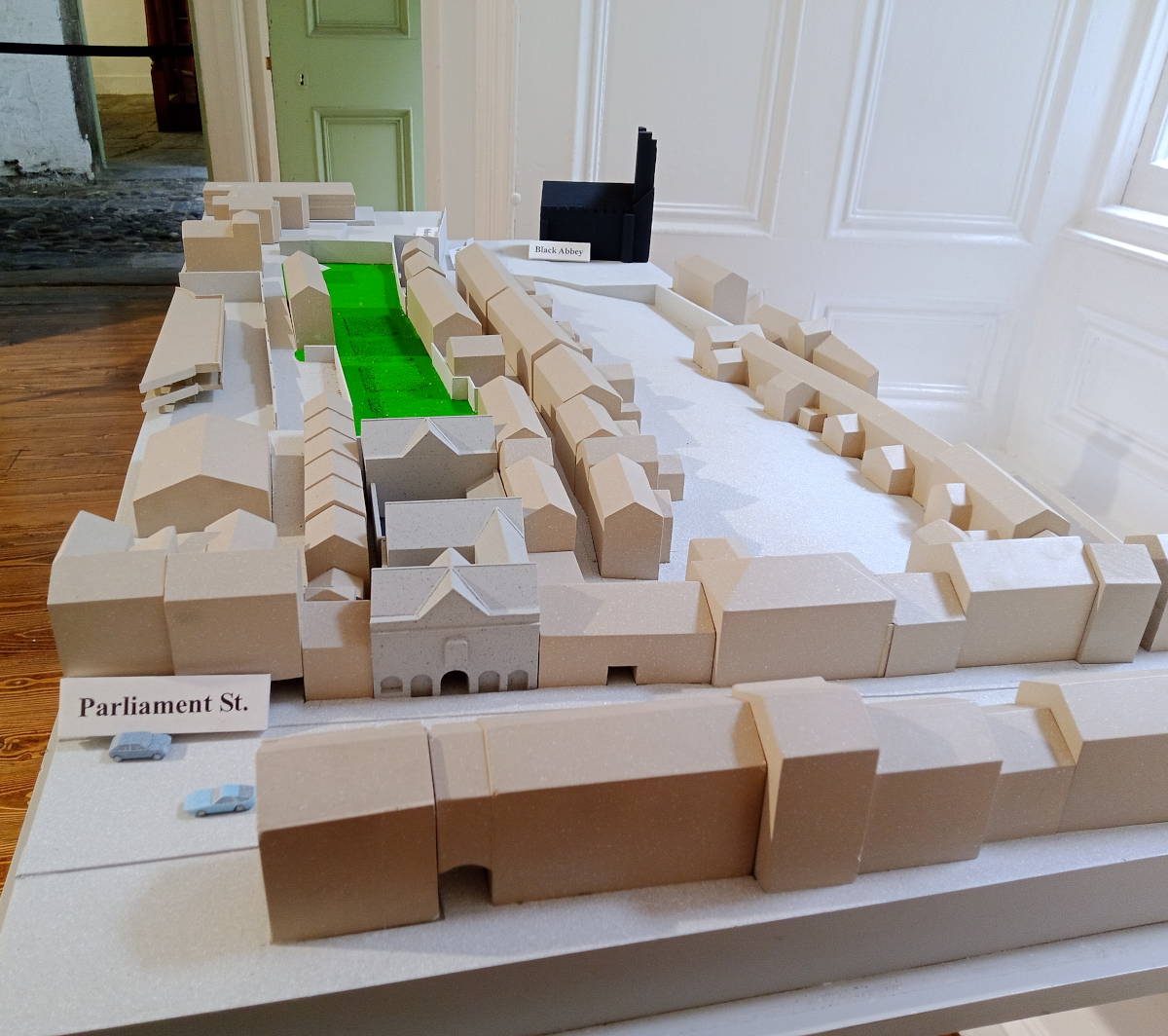
Modell der Häuser und des Gartens in der Moderne

William Marshall legte im frühen 13. Jahrhundert die Grundstücke entlang der High Street als burgage plots (eine mögliche Übersetzung wäre „Bürgerparzellen“) an. Die Grundstücke gingen von der High Street ab und reichten auf der einen Seite bis zur Stadtmauer, auf der anderen Straßenseite bis zum Fluss Nore bzw. zur heutigen St. Kieran Street. Das Grundstück, auf dem sich heute das Rothe House Museum & Garten befindet, gehörte dann denn Zisterziensermönchen in der Duiske Abbey in Graiguenamanagh südöstlich von Kilkenny. Das Stadthaus des Abtes befand sich zu dieser Zeit an dieser Stelle. Eine 700-jährige Abfallgrube, die bei archäologischen Ausgrabungen entdeckt wurde, enthielt Schwanenknochen, Weinflaschen aus Frankreich und eine Gürtelschnalle.
Nach der Auflösung der Klöster im 16. Jahrhundert fiel das Grundstück an die Earls von Ormonde, die im Kilkenny Castle residierten.

### 16. und 17. Jahrhundert

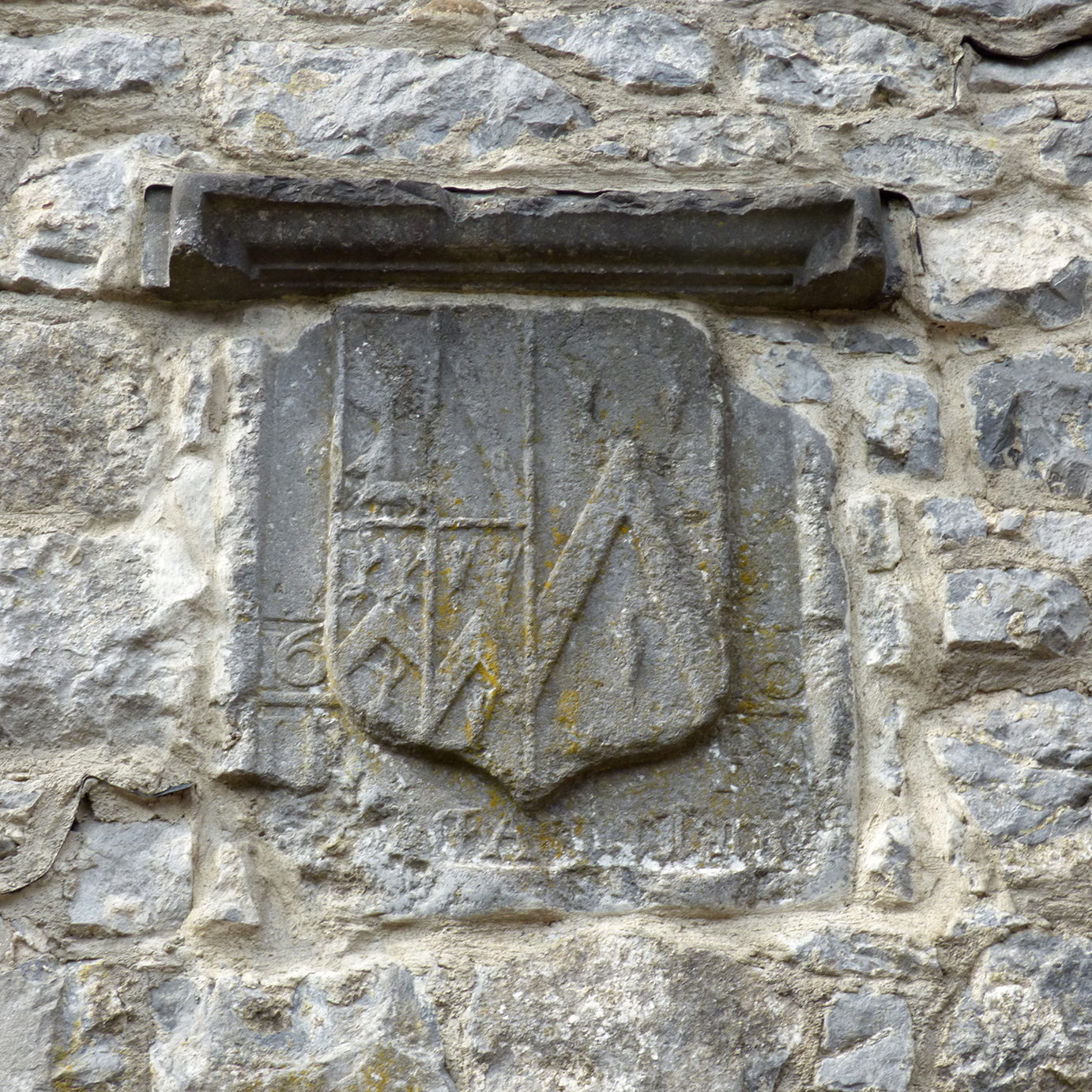
Wappen der Familie Rothe an der Fassade des 3. Hauses mit der Jahreszahl 1610

Der wohlhabende Bürger John Rothe ließ das erste Haus 1594 für seine noch junge Familie erbauen. Die Familie Rothe war eine der zehn bis fünfzehn wohlhabendsten und politisch bedeutendsten Familien in Kilkenny dieser Zeit. Mitglieder der Familie waren zwischen 1440 und 1544 achtzehn Mal Bürgermeister der Stadt. Zuvor hatte John Rothe mit seiner Frau Rose Archer in der Back Lane (heute Kieran Street) gelebt. Sein neues Familienheim folgte architektonisch dem Aufbau des 1582 erbauten Archerschen Anwesens (heute ist der Pub Hole in the Wall dort untergebracht) mit drei hintereinander gelegenen Häusern mit dazwischen liegenden Höfen statt einer Reihe von Anbauten. Seine Geschäftsräume waren in den Arkadenräumen des Erdgeschosses untergebracht, während die Familie vermutlich im Obergeschoss residierte. 1604 ließ er das zweite Haus erbauen, 1610 folgte das dritte Haus. Die Datierungen basieren auf datierten steinernen Wappentafeln am ersten und dritten Haus sowie dem datierten Brunnenhaus im zweiten Innenhof, das in Verbindung mit dem zweiten Haus errichtet wurde.

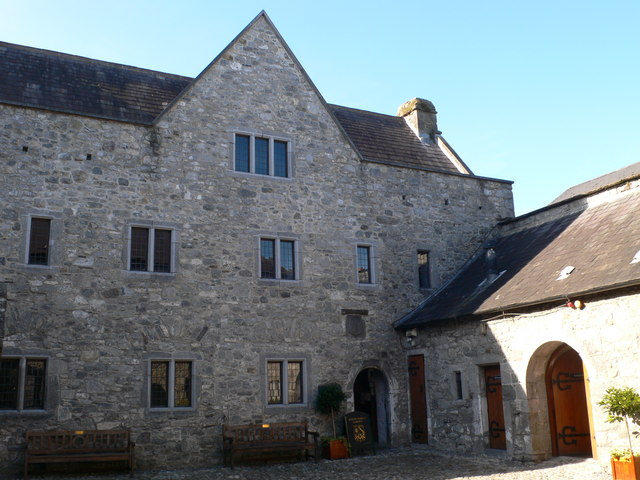
Drittes Haus, vom zweiten Hof aus gesehen

Im dritten Haus war die Küche untergebracht, wovon noch heute der riesige Kamin zeugt. Hinter dem dritten Haus wurde nach 1601 der Garten angelegt (früheste Münzfunde datieren 1601–1602), in dessen ersten Teil Gemüse für den täglichen Gebrauch angebaut wurde und in dessen zweitem Teil ein Obstgarten angelegt wurde. Archäologische Untersuchungen zwischen 2005 und 2007 brachten Pollenspuren hervor, aus denen die historischen Sorten abgeleitet werden konnten.
John Rothe verstarb 1620 und hinterließ ein umfangreiches Testament, aus dem noch heute die Habseligkeiten der Familie erschlossen werden können. Er ist in der ehemaligen Marienkirche bestattet, in der heute das Medieval Mile Museum untergebracht ist. Er vermachte das Haus seinem Sohn Peter, der das Geschäft im ersten Haus weiterführte. Es ist möglich, dass während der Zeit der Konföderation Irland 1642–1648 Parlamentssitzungen im Rothe House abgehalten wurden. Peter Rothe sympathisierte mit der englischen Krone, so dass die Familie während der Eroberung Irlands durch Oliver Cromwell verwiesen wurde. Ein Verwandter, der Bischof von Ossory David Rothe, residierte in dieser Zeit im Rothe House. Während Umbauarbeiten 1850 wurde des Weiteren eine Flagge der Konföderation im Haus entdeckt. Peter Rothe starb in Galway. Seine Schwester kehrte mit ihrer Familie später zurück, nur um in den 1690er Jahren wegen ihrer jakobitischen Haltung erneut, dieses Mal von den protestantischen Wilhelmiten vertrieben zu werden. Ihr Grundbesitz fiel erneut an die Familie Ormonde.
Rothe House ist das einzige vollständig erhaltene Beispiel eines mittelalterlichen Händlerhauses und des englischen Renaissance-Stils, der vom Thomas Butler, 10. Earl of Ormonde in Irland eingeführt worden war in Irland.

### 18. Jahrhundert
Im 18. Jahrhundert wurde das Haus u. a. von George Buchanan als Schule genutzt, dessen prominenteste Schüler die Brüder Michael & John Banim waren.

### 19. bis 21. Jahrhundert
Ende des 19. Jahrhunderts war der Gebäudekomplex schon recht verfallen. Timothy O’Hanrahan kaufte das Haus in den 1890er Jahren und vermietete einen Raum im zweiten Haus an die Gaelic League, die in dem Raum Irischunterricht gab und Tanzveranstaltungen mit traditioneller irischer Musik veranstaltete. Einer der Lehrer war Thomas MacDonagh, einer der späteren Anführer während des Osteraufstandes. Der nach ihm benannte MacDonagh-Raum wurde bis 2018 von der Gaelic League genutzt. Eine weitere Verbindung zum Osteraufstand ist, dass es im dritten Hof eine Schmiede gab, in der der Schlüssel geschmiedet wurde, mit dem Éamon de Valera aus dem Gefängnis fliehen konnte. Die Kilkenny Archaeological Society (KAS) und der Fleischer Mr. Brennan kauften 1961 das Haus von Timothy O’Hanrahan und eröffnete 1962 im ersten Haus ein Museum. Mittels Spendengeldern und städtischen sowie EU-Fördermitteln wurden alle drei Gebäude auf Initiative des KAS restauriert.

## Museum und Garten
Das Museum wurde 1962 von der Kilkenny Archaeological Society eröffnet. Ausstellungsstücke sind Spenden der Mitglieder und erstrecken sich von Mobiliar über Geschirr und Kleidung bis hin zu Mahlsteinen (in den Höfen).
Im ersten Haus befindet sich über dem „Merchant’s Shop“ (seit 2021) der Phelan Room (benannt nach dem Mitglied Margaret M. Phelan), historisch „Long Hall“. Dort ist neben drei Kaminen aus Kilkenny-Marmor und antiken Möbelstücken der Schädel eines Irischen Riesenhirschs zu sehen, der in der Höhe angebracht wurde, in der zu Lebzeiten der Kopf gewesen wäre. Über eine gewundene Treppe gelangt man in den Lanigan Room (benannt nach dem Mitglied Katherine Lanigan) mit dem beeindruckenden Dachgestühl aus irischer Eiche.
Im zweiten Haus sind neben der Rezeption (seit Wiedereröffnung nach COVID19-Schließung 2021) u. a. Teile der ersten in Kilkenny erbauten Flugmaschine und die Donnerbüchse des Räubers James Freney ausgestellt.
Im dritten Haus sind in Vitrinen Artefakte bis zurück zur Steinzeit ausgestellt. Die sogenannte Tudorküche im dritten Haus sowie der Garten werden für Vorträge, gelegentliche Theateraufführungen und Konzerte genutzt.
Während der Arbeiten am Ros Tapestry Projektes sind die Stickrahmen ebenfalls im Rothe House (meist im 2. Haus) untergebracht, allerdings nicht immer für die Öffentlichkeit zugänglich.

### Bildergalerie

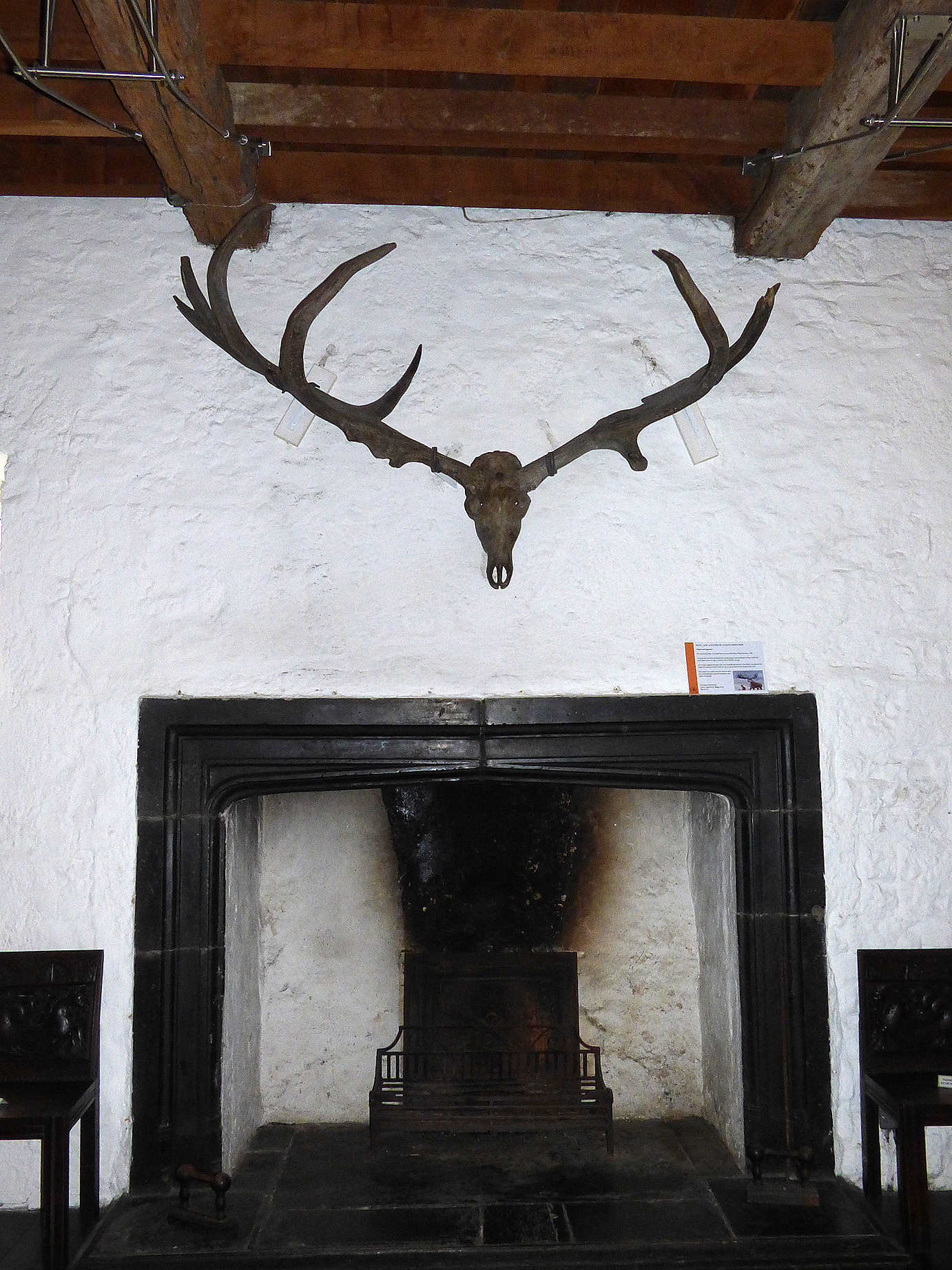
Schädel eines Irischen Riesenhirschs über dem Kamin aus Kilkenny-Marmor im Phelan Room
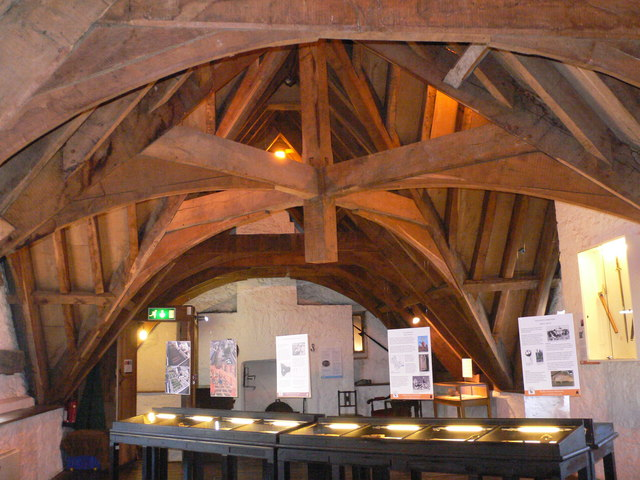
Dachgestühl im Lanigan Room des ersten Hauses (2009)
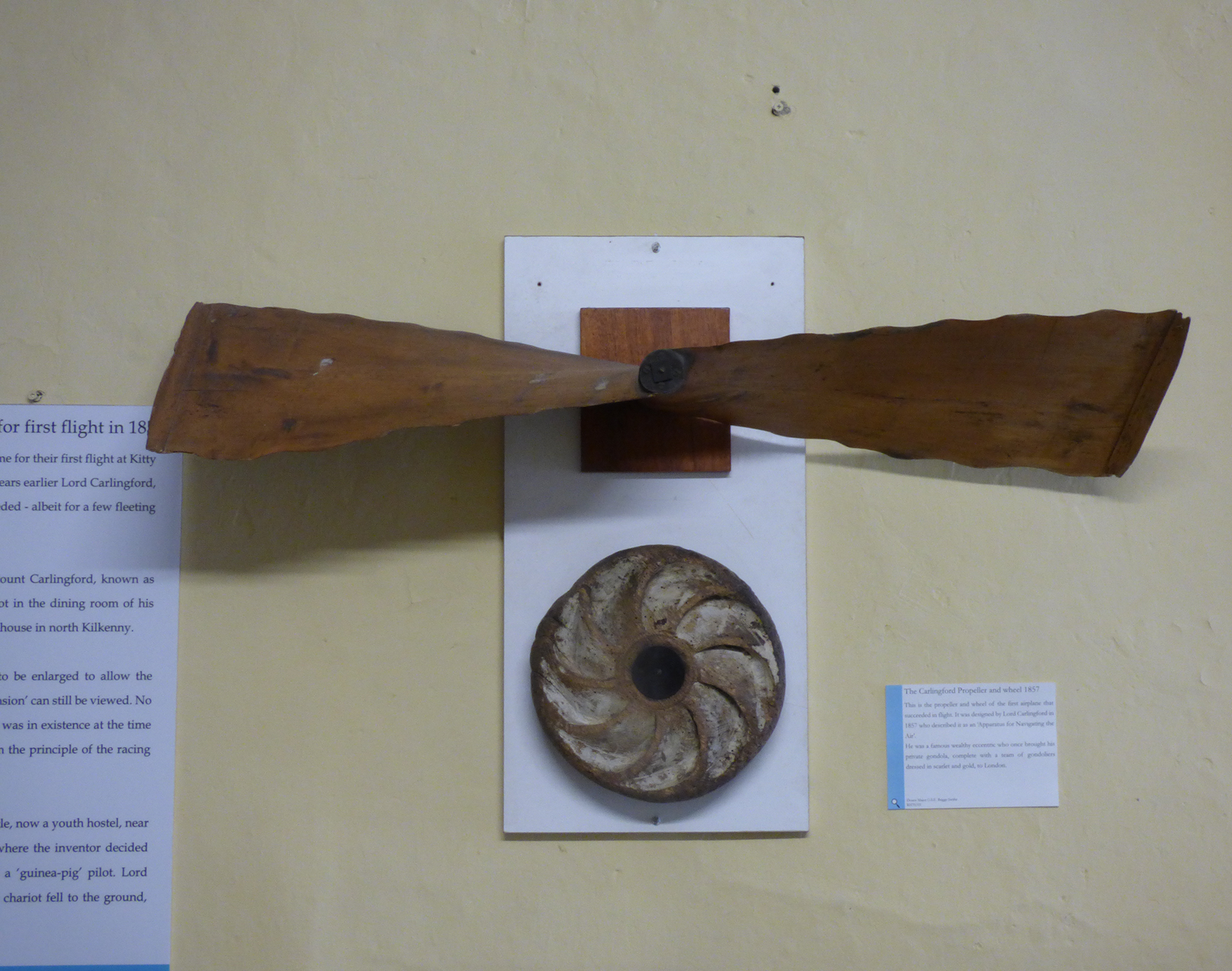
Teile der von Godwin Meade Swifte (Lord Carlingford) gebauten Flugmaschine, ausgestellt im 2. Haus
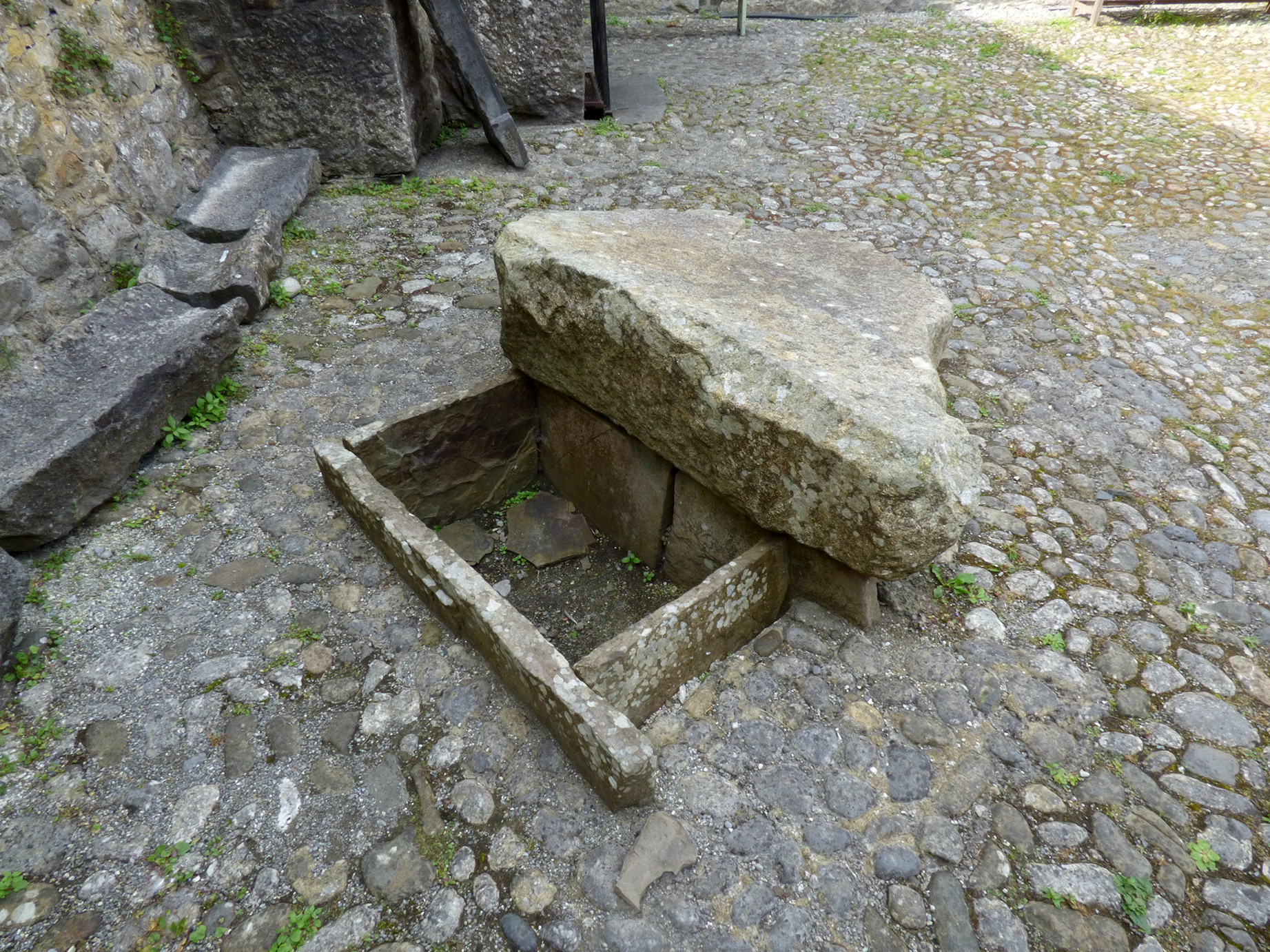
Die im County Carlow gefundene Steinkiste wird heute im 2. Innenhof ausgestellt
Tudor-Küche im 3. Haus

## Garten
Über eine hölzerne Treppe gelangt man in den Garten, der bis 2007 ein Parkplatz war und dem Office of Public Works unterstellt war. Dieser wurde 2004 von der Kilkenny Archaeological Society übernommen und aufgrund von archäologischen Ausgrabungen zwischen 2005 und 2007 in den Zustand des 17. Jahrhunderts zurück versetzt. Der gesamte Garten ist von einer Mauer umgeben, an der im Obstgarten im Spalier Birnen und anderes Obst kultiviert wird. Andere Obst- und Beerensorten sind Maulbeere, Stachelbeere, Apfel, Quitte, Mispel und Feige. Auch zu sehen ist der in Irland heimische Erdbeerbaum an der Mauer, die Gemüsegarten und Obstgarten trennt. Im Garten werden keinerlei Pestizide verwendet, so dass Besucher reife Früchte ohne Bedenken probieren können.
Während der Ausgrabungen 2005–2007 wurde ein 8 m tiefer Brunnen entdeckt, der aufgrund von Keramikfunden auf das 13.–14. Jahrhundert datiert werden konnte und dessen Bau somit auf die Zeit des Zisterzienserbesitzes fällt. Aus Dokumenten des 17. Jahrhunderts ließ sich das Vorhandensein eines Obstgartens, eines Taubenschlages sowie eines Sommerhauses ableiten. Ein komplett erhaltenes Hundeskelett eines 'Pip' getauften Haustieres ist im dritten Haus ausgestellt.
Die archäologischen Untersuchungen im Garten des Rothe Hauses sind von ausdrücklich hohem Wert, da Rothe House das einzige noch erhaltene Grundstück dieser Zeit ist.

### Galerie

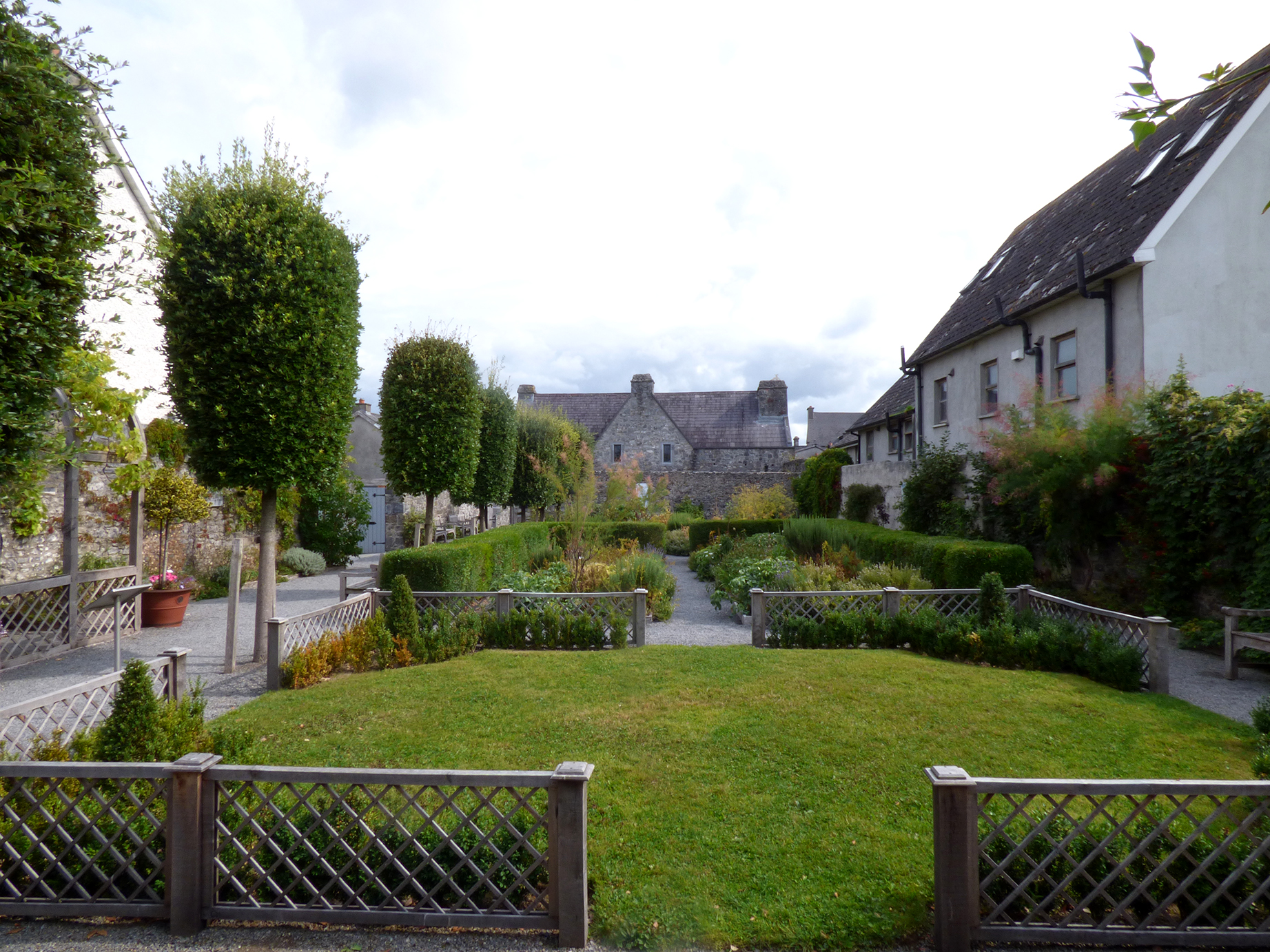
Blick über den Kräutergarten zum dritten Haus
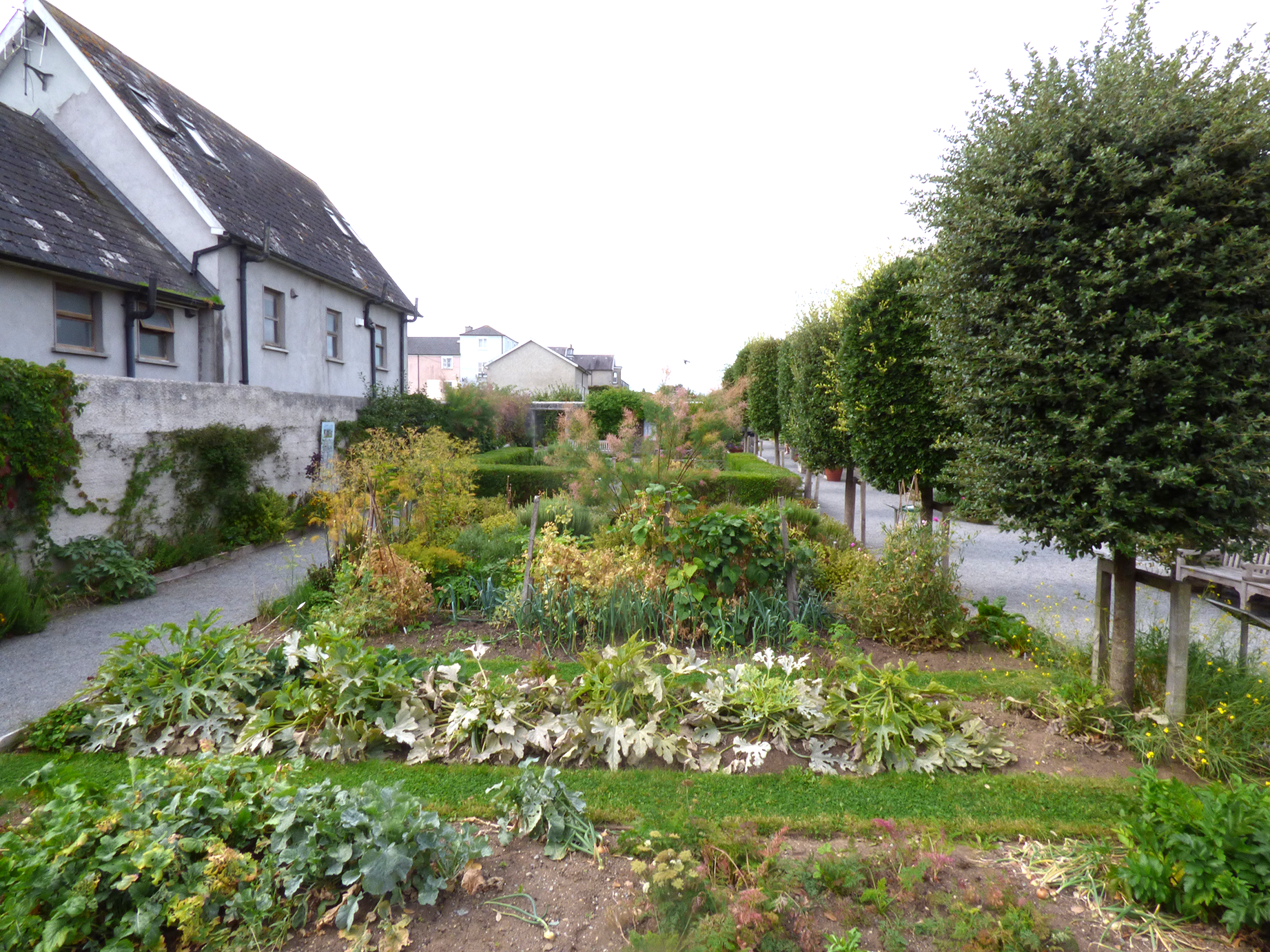
Blick in den Gemüsegarten (Ende August)
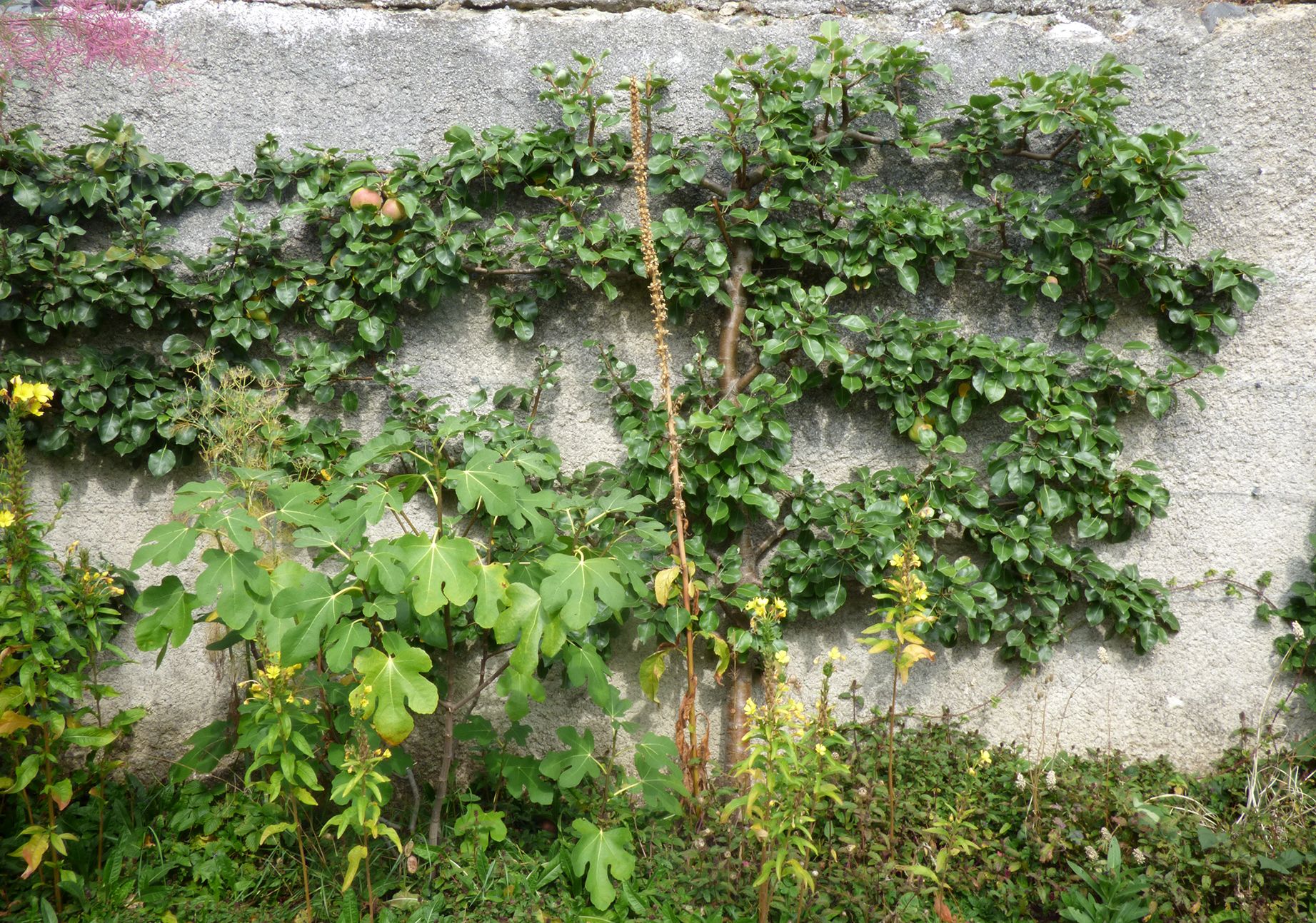
Birnenbaum „One Pound“ im Spalier mit Feigenbaum im Vordergrund
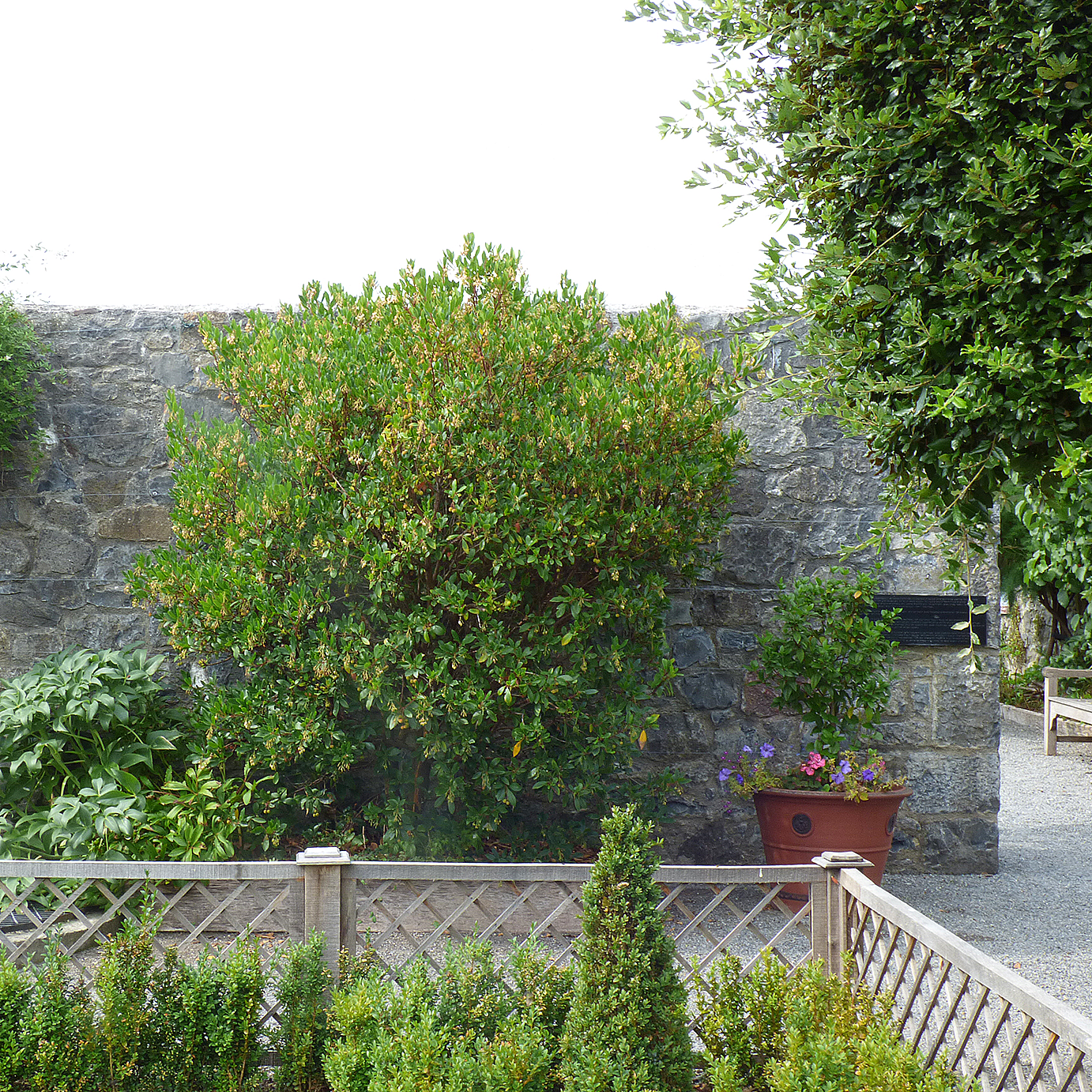
Erdbeerbaum (Ende August)

### Barrierefreiheit
Aufgrund der historischen Natur des Gebäudekomplexes ist das Museum nicht barrierefrei; zahlreiche Treppen sowie sehr unebenes Kopfsteinpflaster erschweren den Zugang. Im Garten sind an den Mauern Tafeln in Brailleschrift angebracht, die in englischer Sprache über den Garten informieren.